# Rémi Clark
Pour les articles homonymes, voir Clark.
Rémi Clark, né en 1944 dans la ville de Québec, est un peintre québécois.

## Biographie
Rémi Clark naît en 1944 dans le quartier Limoilou de la ville de Québec. Il étudie en sciences appliqués à l'Institut de Technologie, où il apprend la fonderie et le modelage. Il apprend plusieurs techniques de dessins et reçoit des connaissances en géométrie, acquis qui vont l'aider dans sa carrière artistique. Il poursuit alors des études en peinture et en dessin chez des peintres renommés. C'est seulement en 1970 qu'il commence la peinture. Entre-temps, il est embauché par Bell Canada en tant qu'adjoint à la conception des réseaux. Clark décide de peindre à temps plein en 1981, mais sa carrière commence vraiment en 1982, lorsqu'ils participe au symposium d'art de Baie-Saint-Paul.
En 1986, une bourse du ministère des Affaires culturelles lui permet de se rendre en France, pour un voyage d'études. Il remporte le 1er prix d'un concours d'art en Haute-Savoie alors qu'il représente le Canada, en 1997. Il est représenté par la galerie Au P'tit Bonheur depuis 1986 et signe un partenariat d'exclusivité en 2000.
Son art est inspiré par la région de Charlevoix, où il a vécu pendant 20 ans. Ses tableaux présentent comme thèmes la vie familiale et les scènes de la vie quotidienne, d'une nature relativement simple, voire sobre. Il aime raconter l'histoire de ces scènes quotidiennes à travers ses toiles, comme une scène de pique-nique ou une promenade au bord de la plage. Il est président d'honneur du Symposium de peinture de Baie-Comeau en 1996.

## Œuvres
Clark a réalisé une série de 34 œuvres, à l'huile et au fusain, portant sur le thème des légendes en France et en Nouvelle-France. La série est vendue au galeriste Lauréat Veilleux, propriétaire de la galerie d'art Le Chien d'or à Québec, dont la collection est léguée à l'université Laval en 2014 après sa mort. L'université organise une exposition des œuvres de Clark de la collection en 2016.
- Soirée canadienne, huile sur toile, 76 × 91 cm, 1983, vendue à un collectionneur privé pour 1 297 $ (USD)[5].